# Merbuh
Merbuh is een bestuurslaag in het regentschap Kendal van de provincie Midden-Java, Indonesië. Merbuh telt 3963 inwoners (volkstelling 2010).